# VW Passat Variant
Beim Volkswagen Passat Variant (auch Passat Xinlingyu oder New Lingyu, chinesisch 帕薩特新領馭) handelt es sich um einen Pkw der Mittelklasse, der zwischen 2009 und 2011 von Shanghai Volkswagen im Werk Nanjing für den Markt der Volksrepublik China produziert wurde. Er wurde auf der Plattform des Škoda Superb aufgebaut. Die Technik wie auch die Karosserie wurden weitgehend vom Passat Lingyu übernommen.

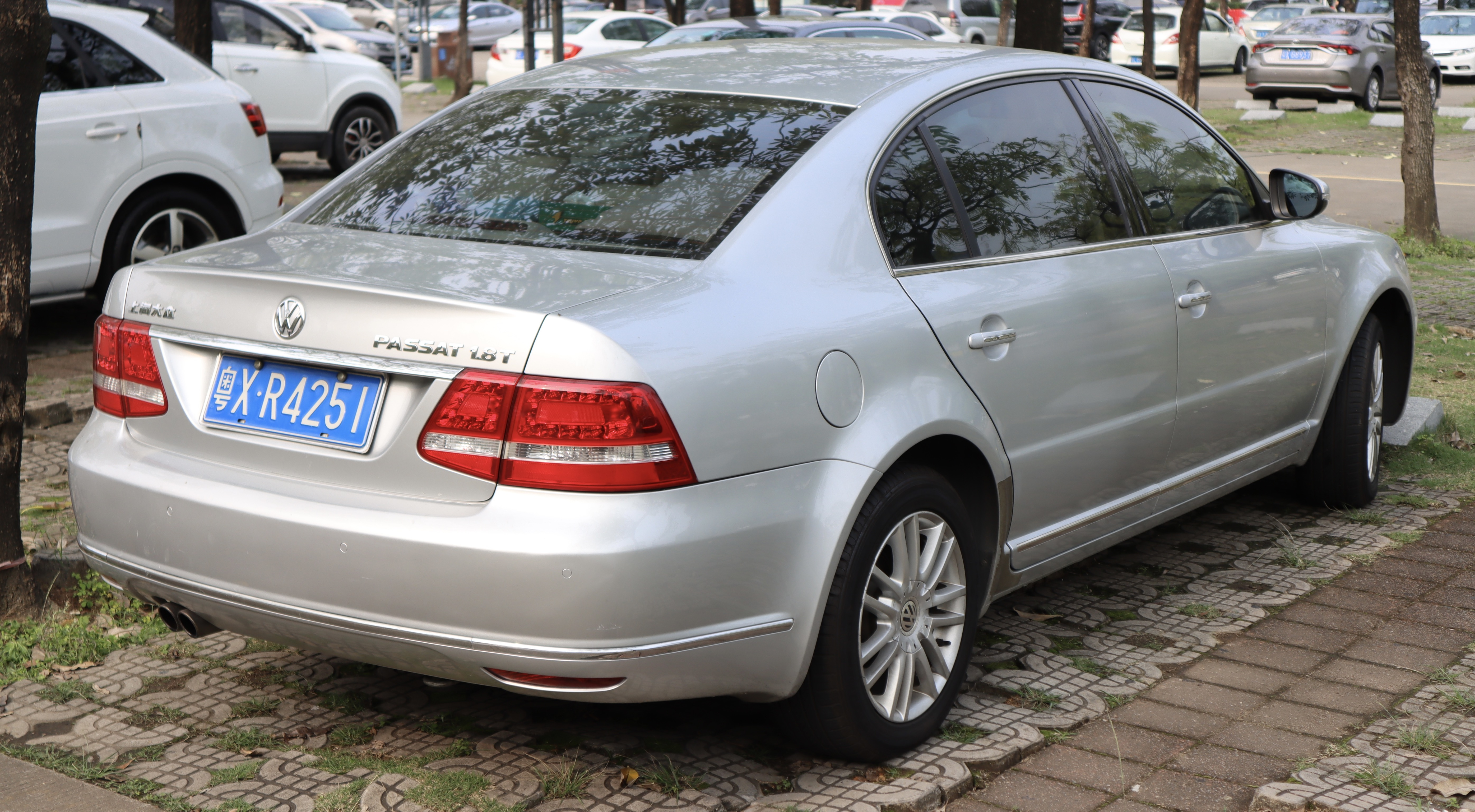
Heckansicht

Die Motoren stammen ebenfalls alle vom Lingyu. Das Einsteigermodell verfügt über einen Reihen-Vierzylinder-Motor mit einem Hubraum von 1984 cm³ und bietet eine Leistung von 85 kW. In der Mitte steht ein 110 kW starker Turbomotor mit einem Hubraum von 1781 cm³. Das Topmodell verfügt über einen V6-Motor mit einem Hubraum von 2771 cm³ und einer Leistung von 140 kW.
Es gab den Passat Variant in den Ausstattungslinien Zenxiang, Zenping, Zzenshi, Zenjie und Zhizen.
Als FAW-Volkswagen im Sommer 2010 den Auftrag erhielt, die europäische Kombivariante des Passat B6 aus CKD-Bausätzen zu montieren, war der Modellname bereits belegt. Optional stand die Bezeichnung Magotan Variant zur Wahl. Doch wegen der unterschiedlichen Bauteile sah man letztlich von einer gemeinsamen Bezeichnung ab. Der Modellname wurde schließlich auf VW Variant gekürzt.